# US Open de 1976
O US Open de 1976 foi um torneio de tênis disputado nas quadras de saibro do West Side Tennis Club, no distrito de Forest Hills, em Nova York, nos Estados Unidos, entre 30 de agosto a 12 de setembro. Corresponde à 9ª edição da era aberta e à 96ª de todos os tempos.

## Finais

### Profissional
| Categoria | Evento    | Campeã(s)(o/ões)           | Vice-campeã(s)(o/ões)       | Resultado          | Chave(s)  | Chave(s)       |
| --------- | --------- | -------------------------- | --------------------------- | ------------------ | --------- | -------------- |
| Simples   | Masculino | Jimmy Connors              | Björn Borg                  | 6–4, 3–6, 7–6, 6–4 | principal | qualificatório |
| Simples   | Feminino  | Chris Evert                | Evonne Goolagong Cawley     | 6–3, 6–0           | principal | qualificatório |
| Duplas    | Masculino | Tom Okker Marty Riessen    | Paul Kronk Cliff Letcher    | 6–4, 6–0           | principal | principal      |
| Duplas    | Feminino  | Delina Boshoff Ilana Kloss | Olga Morozova Virginia Wade | 6–1, 6–4           | principal | principal      |
| Duplas    | Misto     | Billie Jean King Phil Dent | Betty Stöve Frew McMillan   | 3–6, 6–2, 7–5      | principal | principal      |

### Juvenil
| Categoria | Evento    | Campeã(s)(o/ões) | Vice-campeã(s)(o/ões) | Resultado     | Chave(s)  | Chave(s)       |
| --------- | --------- | ---------------- | --------------------- | ------------- | --------- | -------------- |
| Simples   | Masculino | Ricardo Ycaza    | José Luis Clerc       | 6–4, 5–7, 6–0 | principal | qualificatório |
| Simples   | Feminino  | Marise Kruger    | Lucia Romanov         | 6–3, 7–5      | principal | qualificatório |